# Bors (Irã)
Bors (em persa: برس, romanizado também como Burs) é uma aldeia no distrito rural de Kadkan, distrito de Kadkan, condado de Torbat-e Heydarieh, província de Razavi Khorasan, Irã. Segundo o censo de 2006, a população era de 1 366, em 379 família.